# ST8SIA4
CMP-N-acetilneuraminat-poli-alfa-2,8-sijaliltransferaza je enzim koji je kod ljudi kodiran genom ST8SIA4.

## Literatura
- Cohn JA, Noone PG, Jowell PS (2002). „Idiopathic pancreatitis related to CFTR: complex inheritance and identification of a modifier gene”. J. Investig. Med. 50 (5): 247S—255S. PMID 12227654. S2CID 34017638. doi:10.1136/jim-50-suppl5-01.
- Eckhardt M; Mühlenhoff M; Bethe A;  . (1995). „Molecular characterization of eukaryotic polysialyltransferase-1”. Nature. 373 (6516): 715—8. Bibcode:1995Natur.373..715E. PMID 7854457. S2CID 4345323. doi:10.1038/373715a0.
- Angata K; Nakayama J; Fredette B;  . (1997). „Human STX polysialyltransferase forms the embryonic form of the neural cell adhesion molecule. Tissue-specific expression, neurite outgrowth, and chromosomal localization in comparison with another polysialyltransferase, PST”. J. Biol. Chem. 272 (11): 7182—90. PMID 9054414. doi:10.1074/jbc.272.11.7182 .
- Angata K, Suzuki M, Fukuda M (1998). „Differential and cooperative polysialylation of the neural cell adhesion molecule by two polysialyltransferases, PST and STX”. J. Biol. Chem. 273 (43): 28524—32. PMID 9774483. doi:10.1074/jbc.273.43.28524.
- Close BE, Colley KJ (1999). „In vivo autopolysialylation and localization of the polysialyltransferases PST and STX”. J. Biol. Chem. 273 (51): 34586—93. PMID 9852130. doi:10.1074/jbc.273.51.34586 .
- Close BE, Tao K, Colley KJ (2000). „Polysialyltransferase-1 autopolysialylation is not requisite for polysialylation of neural cell adhesion molecule”. J. Biol. Chem. 275 (6): 4484—91. PMID 10660622. doi:10.1074/jbc.275.6.4484 .
- Angata K; Suzuki M; McAuliffe J;  . (2000). „Differential biosynthesis of polysialic acid on neural cell adhesion molecule (NCAM) and oligosaccharide acceptors by three distinct alpha 2,8-sialyltransferases, ST8Sia IV (PST), ST8Sia II (STX), and ST8Sia III”. J. Biol. Chem. 275 (24): 18594—601. PMID 10766765. doi:10.1074/jbc.M910204199 .
- Angata K; Yen TY; El-Battari A;  . (2001). „Unique disulfide bond structures found in ST8Sia IV polysialyltransferase are required for its activity”. J. Biol. Chem. 276 (18): 15369—77. PMID 11279095. doi:10.1074/jbc.M100576200 .
- Close BE; Wilkinson JM; Bohrer TJ;  . (2002). „The polysialyltransferase ST8Sia II/STX: posttranslational processing and role of autopolysialylation in the polysialylation of neural cell adhesion molecule”. Glycobiology. 11 (11): 997—1008. PMID 11744634. doi:10.1093/glycob/11.11.997 .
- Nałogowska-Głośnicka K; Łacka B; Zychma M;  . (2002). „[Relationship between SA gene Pst1 polymorphism and predisposition to H-gestosis]”. Pol. Arch. Med. Wewn. 107 (1): 7—11. PMID 12046348.
- Angata K, Suzuki M, Fukuda M (2002). „ST8Sia II and ST8Sia IV polysialyltransferases exhibit marked differences in utilizing various acceptors containing oligosialic acid and short polysialic acid. The basis for cooperative polysialylation by two enzymes”. J. Biol. Chem. 277 (39): 36808—17. PMID 12138100. doi:10.1074/jbc.M204632200 .
- Strausberg RL; Feingold EA; Grouse LH;  . (2003). „Generation and initial analysis of more than 15,000 full-length human and mouse cDNA sequences”. Proc. Natl. Acad. Sci. U.S.A. 99 (26): 16899—903. Bibcode:2002PNAS...9916899M. PMC 139241 . PMID 12477932. doi:10.1073/pnas.242603899 .
- Gerhard DS; Wagner L; Feingold EA;  . (2004). „The Status, Quality, and Expansion of the NIH Full-Length cDNA Project: The Mammalian Gene Collection (MGC)”. Genome Res. 14 (10B): 2121—7. PMC 528928 . PMID 15489334. doi:10.1101/gr.2596504.
- Beecken WD; Engl T; Ogbomo H;  . (2005). „Valproic acid modulates NCAM polysialylation and polysialyltransferase mRNA expression in human tumor cells”. Int. Immunopharmacol. 5 (4): 757—69. PMID 15710344. doi:10.1016/j.intimp.2004.12.009.
- Mendiratta SS, Sekulic N, Lavie A, Colley KJ (2005). „Specific amino acids in the first fibronectin type III repeat of the neural cell adhesion molecule play a role in its recognition and polysialylation by the polysialyltransferase ST8Sia IV/PST”. J. Biol. Chem. 280 (37): 32340—8. PMID 16027151. doi:10.1074/jbc.M506217200 .
- Wang B, Hu H, Yu B (2007). „Molecular characterization of pig ST8Sia IV--a critical gene for the formation of neural cell adhesion molecule and its response to sialic acid supplement in piglets”. Nutritional Neuroscience. 9 (3–4): 147—54. PMID 17176637. S2CID 7793568. doi:10.1080/10284150600903594.
- Szabo R, Skropeta D,  . (2017). „Advancement of Sialyltransferase Inhibitors: Therapeutic Challenges and Opportunities.”. Med. Res. Rev. 37 (2): 210—270. PMID 27678392. S2CID 26280291. doi:10.1002/med.21407.